# Annabelle Laprovidence
Annabelle Laprovidence (31 de agosto de 1992) es una deportista mauriciana que compitió en judo. Ganó una medalla de bronce en el Campeonato Africano de Judo de 2012 en la categoría abierta.

## Palmarés internacional
| Campeonato Africano | Campeonato Africano | Campeonato Africano | Campeonato Africano |
| Año                 | Lugar               | Medalla             | Categoría           |
| ------------------- | ------------------- | ------------------- | ------------------- |
| 2012                | Agadir (Marruecos)  | Medalla de bronce   | Abierta             |